# دیگو سالازار
دیگو سالازار (اسپانیایی: Diego Salazar‎؛ زادهٔ ۳ اکتبر ۱۹۸۰) وزنه‌بردار اهل کلمبیا است.
وی در مسابقات کشوری و بین‌المللی در مجموع برندهٔ ۲ مدال طلا، ۳ مدال نقره، ۳ مدال برنز شده‌است.